# Mamadou Niang
Mamadou Niang (Matam, Senegal, 13 de octubre de 1979), futbolista senegalés retirado.Jugaba de delantero y pasó gran parte de su carrera en el Olympique de Marsella, donde jugó más de 200 encuentros y anotó 95 goles.Su primo, Souleymane Diawara, es igualmente futbolista.

## Selección nacional
Ha sido internacional con la selección de Senegal, ha jugado 59 partidos internacionales y ha anotado 19 goles.

## Clubes
| Club                  | País    | Año         |
| --------------------- | ------- | ----------- |
| Troyes                | Francia | 1999 - 2003 |
| Metz                  | Francia | 2003        |
| Racing Estrasburgo    | Francia | 2003 - 2005 |
| Olympique de Marsella | Francia | 2005 - 2010 |
| Fenerbahçe            | Turquía | 2010 - 2011 |
| Al-Sadd               | Catar   | 2011 - 2012 |
| Beşiktaş              | Turquía | 2012 - 2013 |
| Al-Sadd               | Catar   | 2013 - 2014 |
| Arles-Avignon         | Francia | 2014 - 2016 |

## Palmarés

### Torneos nacionales
| Título          | Club                  | País    | Año  |
| --------------- | --------------------- | ------- | ---- |
| Copa de la Liga | Racing Estrasburgo    | Francia | 2005 |
| Copa de la Liga | Olympique de Marsella | Francia | 2010 |
| Ligue 1         | Olympique de Marsella | Francia | 2010 |

### Torneos internacionales
| Título                      | Club    | País  | Año  |
| --------------------------- | ------- | ----- | ---- |
| Liga de Campeones de la AFC | Al-Sadd | Catar | 2011 |

### Distinciones individuales
| Distinción                               | Año  |
| ---------------------------------------- | ---- |
| Máximo goleador de la Ligue 1 (18 goles) | 2010 |